# Eustomias albibulbus
Eustomias albibulbus är en fiskart som beskrevs av Clarke 2001. Eustomias albibulbus ingår i släktet Eustomias och familjen Stomiidae. IUCN kategoriserar arten globalt som livskraftig. Inga underarter finns listade i Catalogue of Life.